# فرنسيس ويليام كيلوغ
فرنسيس ويليام كيلوغ هو سياسي أمريكي، ولد في 30 مايو 1810 في Worthington, Massachusetts ‏ في الولايات المتحدة، وتوفي في 13 يناير 1879 في ألايانس في الولايات المتحدة. نشط حزبياً في الحزب الجمهوري. وقد انتخب عضو مجلس نواب ميشيغان ‏ وانتخب عضو مجلس النواب الأمريكي ‏.